# 手代
手代（てだい）は、江戸時代中期以降に、郡代・代官などの下役として農政を担当した下級役人である。地方役人（じかたやくにん）のひとつ。江戸幕府の幕臣で郡代・代官の下役に就けられた者は手付（てつけ）、手附（てつけ）と呼び、ほかにも全国的にさまざまな呼称や似た役職があった。江戸幕府の勘定奉行配下の御林奉行・蔵奉行などの下役にも手代という役職があった。また転じて、商家の従業者の地位をあらわす言葉ともなる。
本項では、郡代・代官の下級役人の手代を中心に述べる。

## 概要
江戸幕府と諸藩では違いがある。

### 江戸幕府代官所の手代
- 手代は、地方（じかた）に精通した百姓・町人などから選ばれて採用された。江戸幕府の勘定所の正式な許可が必要であった。手代の多くは、村役人・町役人の子弟である。まず、書役（かきやく）として採用され、手代、そして元締手代へと昇進する。
- 優秀な手代は幕臣に登用されることもあった。例えば、岸本就実（きしもとなりよし、通称は武太夫、寛保2年（1742年）7月7日─文化7年（1810年）11月7日）がいる。岸本は、美作国の庄屋の子弟であったが、倉敷代官所の下役として採用され、さらに幕臣に登用された。のちに、下野国藤岡代官所・下野国真岡代官所などの代官となり、天明の大飢饉や農村荒廃に疲弊した農村の復興に励んだ。
- 手代の給料は、代官所の諸経費からの支出である。享保10年（1725年）以降は金20両五人扶持である。手代の上役である元締手代になると、金30両五人扶持である。

### 諸藩の手代
諸藩の手代は幕府代官配下の手代と同じく、現地の農民等から採用され、代官のもとで農政業務に当たっていた。給金の額や形式は藩により異なっていた。また、手代の上には手代を取りまとめる手代元締（若しくは元締手代）がいた。なお、働きによっては苗字帯刀、あるいは帯刀か名字のどちらかを許されることもあった。
例として、福山藩では手代は「御代官手代」という名称で、定員は12人であった。待遇としては15俵から18俵2人扶持を給ぜられており、全員が名字帯刀を許されていた。代官の定員は3人であったので、代官1人に4人の手代が配下としてついていたことになる。

### 商家の手代
大坂・船場商家の役職の一。旦那、番頭、手代、丁稚の順で位が低くなる。丁稚奉公ののち、17歳から18歳で元服、手代に昇進する。現代の会社組織でいうと、係長や主任などの中間管理職に相当。丁稚が力仕事や雑用が主な業務であるのに対し、手代は接客などが主要な業務であった。つまり、直接商いに関わる仕事は手代になって初めて携われるのであった。経理、商品吟味、得意先回りなどもする。手代になると丁稚と違い給与が支払われる場合が一般的だった。
商法には、現行商法が成立したのが1899年（明治32年）であったため、「番頭」「手代」の用語があり（38条、43条）、事業者より営業の権限の一部（裁判権を除く）を委任された使用人を意味していた。「番頭」「手代」の用語は2005年（平成17年）改正まで残っていた。その間に「手代」の地位のある事業者はほとんど無くなっていたため、課長、係長など中間管理職を手代と解釈していた。現行法では、より幅の広い概念として商業使用人と定義している。